# 야기하라역
야기하라역(일본어: 八木原駅, やぎはらえき)은 일본 군마현 시부카와시에 있는, 동일본 여객철도의 철도역이다. 조에쓰선이 지나가며, 아가쓰마선 열차들도 다닌다.

## 역 구조
지상역으로, 승강장은 단식 1면 1선과 섬식 1면 2선이 있는 2면 3선의 복합 구조이다. 3번선의 동쪽에는 여러 개의 측선이 놓여 있다. 양쪽 승강장은 과선교로 이어져 있다.
동일본 여객철도 직영역으로, 오전 6시부터 오후 8시까지 초록 창구를 영업하고 있다. 간이 개찰기에서 스이카 및 제휴 교통카드의 사용이 가능하다.

### 승강장
| 1   | ■ 조에쓰선 ■ 아가쓰마선 | 시부카와 · 누마타 · 미나카미 · 나카노조 · 나가노하라쿠사쓰구치 방면 |
| 2·3 | ■ 조에쓰선              | 신마에바시 · 다카사키 방면                                          |

## 역세권 정보
역 주변의 동네인 야기하라는 미쿠니 가도의 중간 숙박지인 슈쿠바초 중 하나였다. 역은 기타군마군 요시하라 정과 시부카와 시의 경계 지역에 있다.
- 국도 제17호선
- 사쿠 발전소
- 덴키카가쿠 공업

## 역사
- 1921년 7월 1일 - 일본국유철도 조에쓰난 선의 개통과 동시에 개업했다.
- 1987년 4월 1일 - 민영화에 따라 동일본 여객철도의 소속이 되었다.
- 2004년 10월 16일 - 스이카의 사용이 가능해졌다.

## 인접역
| 동일본 여객철도 조에쓰선 | 동일본 여객철도 조에쓰선 | 동일본 여객철도 조에쓰선 |
| ------------------------ | ------------------------ | ------------------------ |
| 군마소자 다카사키 방면   | ■ 보통                   | 시부카와 미나카미 방면   |
| 군마소자 다카사키 방면   | ■ 아가쓰마선 보통        | 시부카와 오마에 방면     |